# Megaselia deuteromegas
Megaselia deuteromegas är en tvåvingeart som beskrevs av Borgmeier 1969. Megaselia deuteromegas ingår i släktet Megaselia och familjen puckelflugor. Inga underarter finns listade i Catalogue of Life.